# Infiniti
Infiniti (Japansk: インフィニティ Infiniti) er bilfabrikanten Nissan Motors luksusmærke. Infiniti startede med at sælge biler på det nordamerikanske marked den 8. november 1989. Siden da er markedsområderne udvidet, således de i dag også omfatter Mellemøsten, Sydkorea, Rusland, Taiwan, Kina, Ukraine og Storbritannien. Infiniti begyndte salget i det øvrige Europa ved udgangen af 2008 og sælges bl.a. i Tyskland, men ikke i Skandinavien.
Infiniti har over 230 forhandlere i mere end 15 lande.
Mærket benyttes ikke på den japanske hjemmemarked, i stedet benyttes Nissanmærket.

## Historie
Infinitimærket blev introduceret for første gang i USA i 1989. Markedsføringsstrategien var at gå efter luksussegmentet, da Nissan's mainstream image ikke passede til luksussegmentet. Mærket blev skabt omtrent samtidigt som de japanske rivaler Toyota og Honda skabte Lexus og Acura luksus-mærkerne til det nordamerikanske marked.

## Galleri
- 2002-2003 Infiniti I35
- 2006 Infiniti FX
- 2008 Infiniti G37 Sport
- 2011 Infiniti M56